# Závadka, Gelnica
Závadka este o comună slovacă, aflată în districtul Gelnica din regiunea Košice. Localitatea se află la altitudinea de 823 m deasupra n.m., se întinde pe o suprafață de 22,43 km2 și în 2017 număra 623 de locuitori.

## Istoric
Localitatea Závadka este atestată documentar din 1200.

## Demografie
| An:                | 1994 | 2004    | 2014   | 2024   |
| ------------------ | ---- | ------- | ------ | ------ |
| Număr de persoane: | 537  | 606     | 613    | 634    |
| Diferență:         |      | +12,84% | +1,15% | +3,42% |

| An:                | 2023 | 2024   |
| ------------------ | ---- | ------ |
| Număr de persoane: | 616  | 634    |
| Diferență:         |      | +2,92% |